# 涼炉

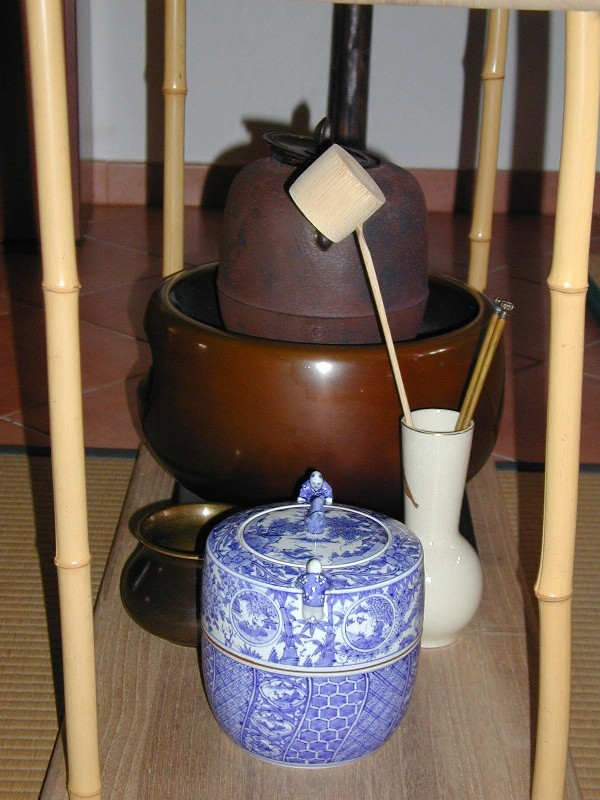
茶道で使用する風炉（画面奥）

涼炉（りょうろ）は煎茶道で使用する湯を沸かす道具の一つ。「焜炉」「茶炉」「風炉」とも言われる。

## 歴史
元々は中国で茶の野点用に野外で火をおこすために考えられた携帯湯沸かし器であり、古くなったり、使い終わった後は廃棄されるのが慣例であった。そのため手の掛かった彫刻や造形を施された物はほとんどない。
江戸時代に日本に煎茶法が伝わったときに涼炉も一緒に伝来したが、舶来物であること、素焼きという素朴さが文人達の心を捕らえて、珍重されるようになった。その後、清時代中期には中国本土でも凝った作りのものが生産されるようになり、また日本でも注文に応じて装飾に富んだ物が生産されるようになった。
伝世品としては
- 明時代：「引動清風」「楊名合利」「翁梅亭」　※この時代の物はほとんど残っていない
- 清時代：二重風門、二重胴、人参手
- 江戸時代：「風神炉」「煙霞幽賞」「子母炉」（以上、青木木米作）、「鬼面白泥涼炉」（以上、仁阿弥道八作）

がある。ただし、火を入れて使う物のため、破損しやすく、良作の伝世品は少ない。

## 形状
仕組みは七輪と全く同じである。正面に風を送り込むための穴「風門」、上部に炭を入れ、ボーフラを載せる穴「火袋」がある。
外見は、四角形や六角柱形など様々だが、円筒形がよく好まれている。
形式は
- 三峰炉：上辺の爪と爪の間が低くなっている物
- 一文字炉：上辺の爪と爪の間が一直線になっている物

に大別される。
火をつけ、湯を沸かす為の道具なので、高温に耐えられる素焼き製の物がほとんどである。近年装飾性に富んだ磁器製の物も作られるようになったが、火をくべる火袋部分だけは素焼きの別の部品がはめ込んであることが多い。
近年は炭を熾す手間の問題や、特に公共団体が運営する茶室で屋内での火気の使用が制限されるケースが増えていることなどから、火袋部分を電熱器などに置き換えたものを使用することも多い。